# Populus euphratica
Populus euphratica är en videväxtart som beskrevs av Guillaume-Antoine Olivier. 
Populus euphratica ingår i släktet popplar, och familjen videväxter. Utöver nominatformen finns också underarten P. e. mauritanica.

## Bildgalleri

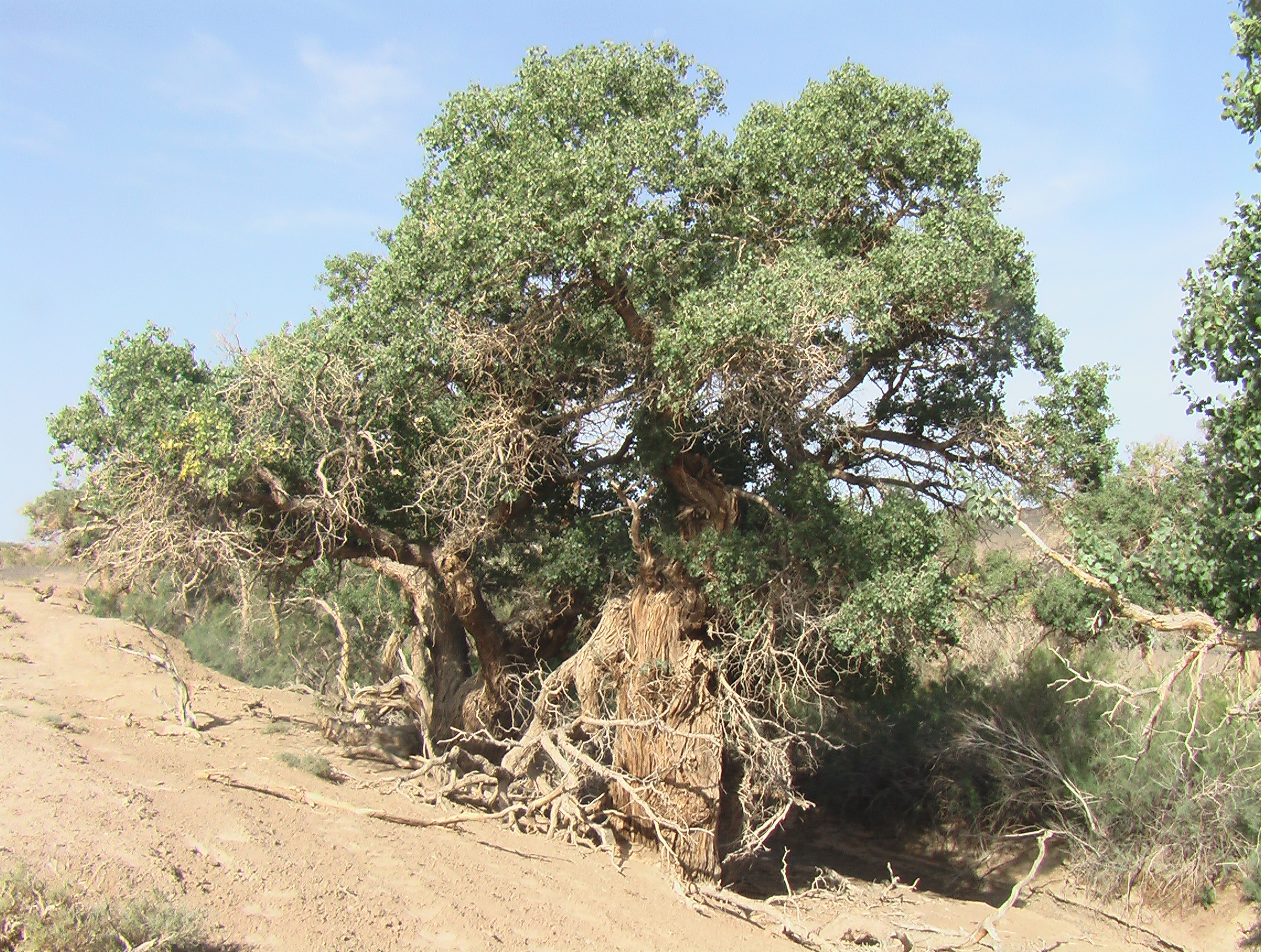
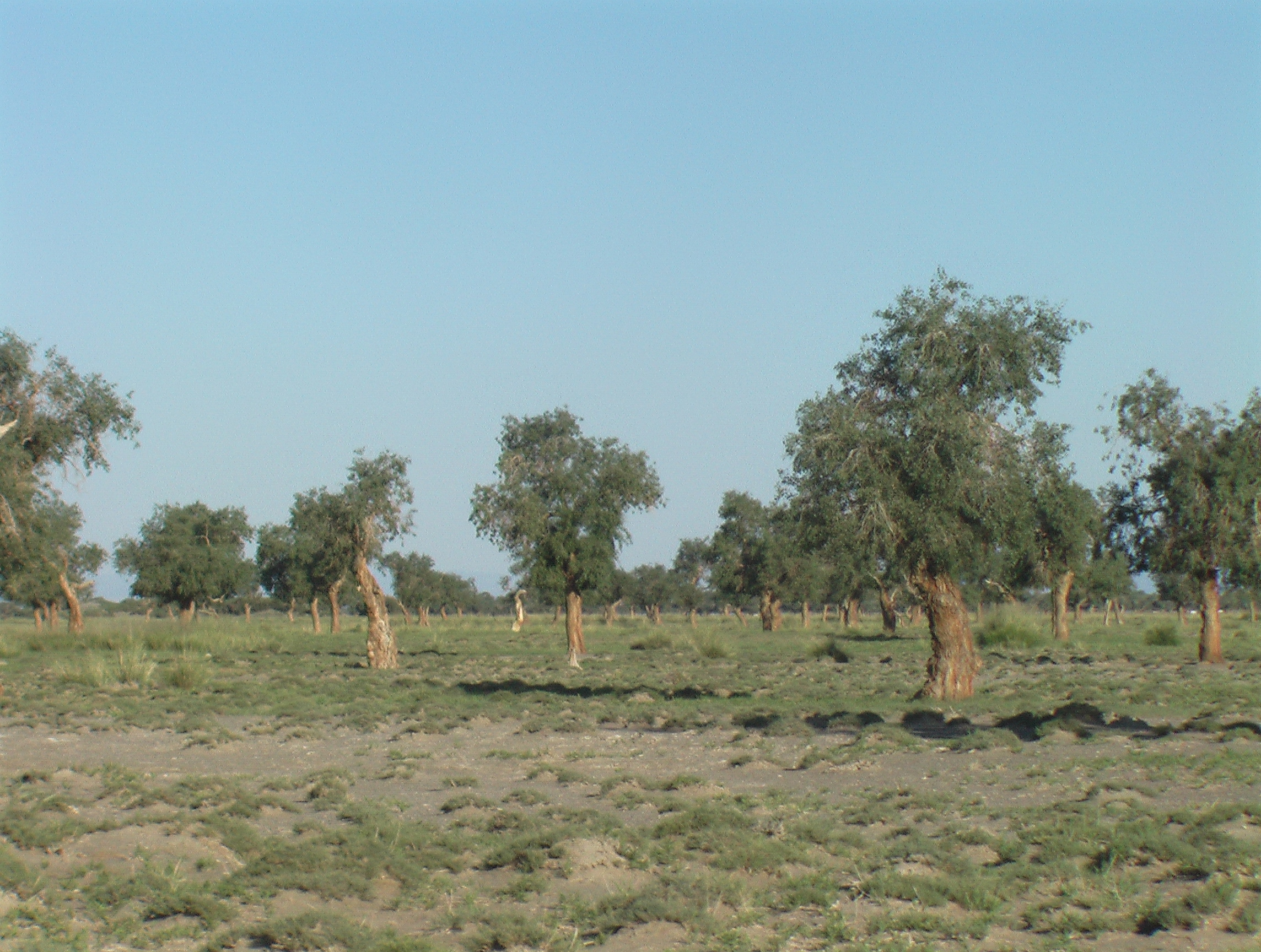
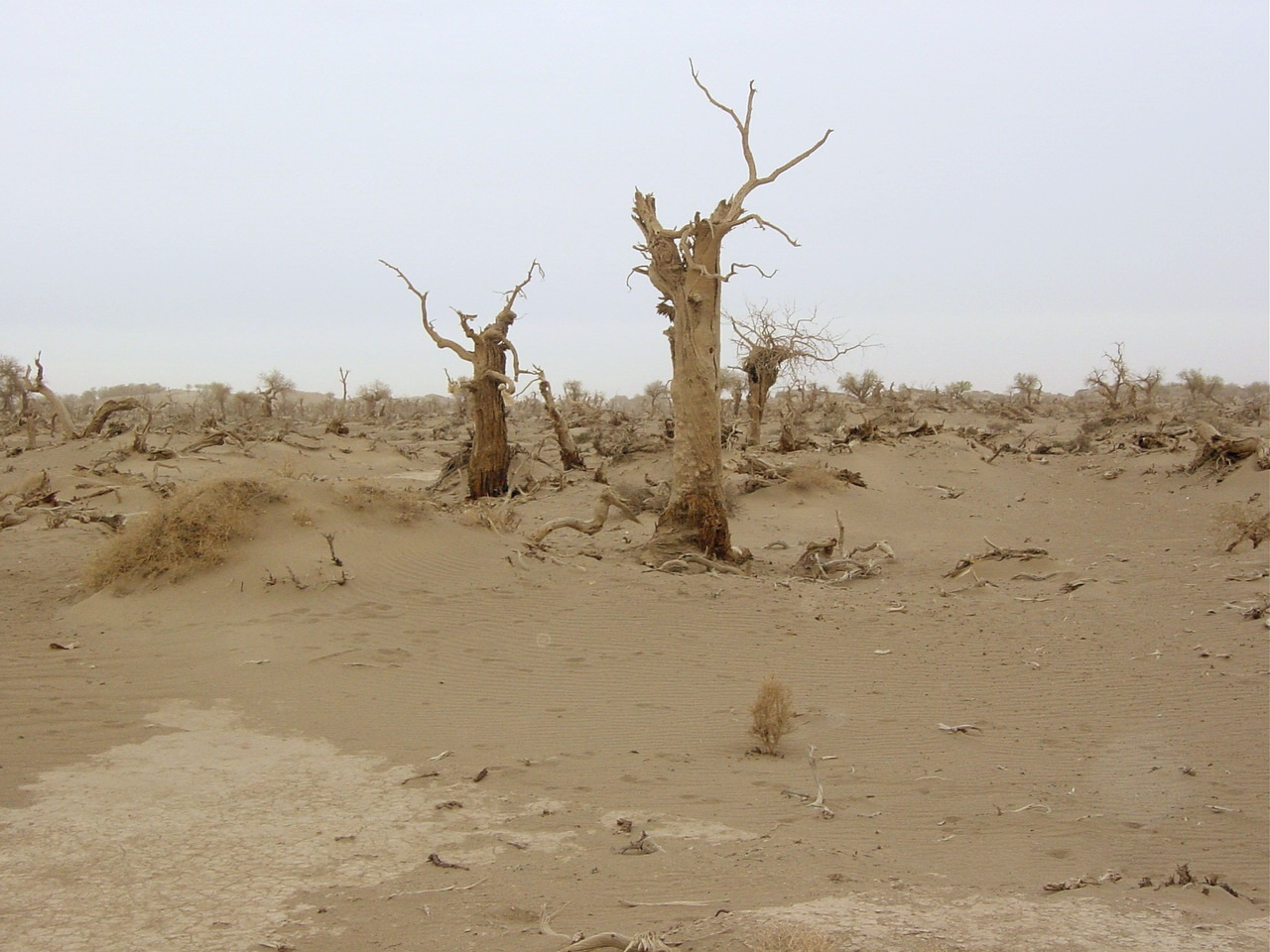
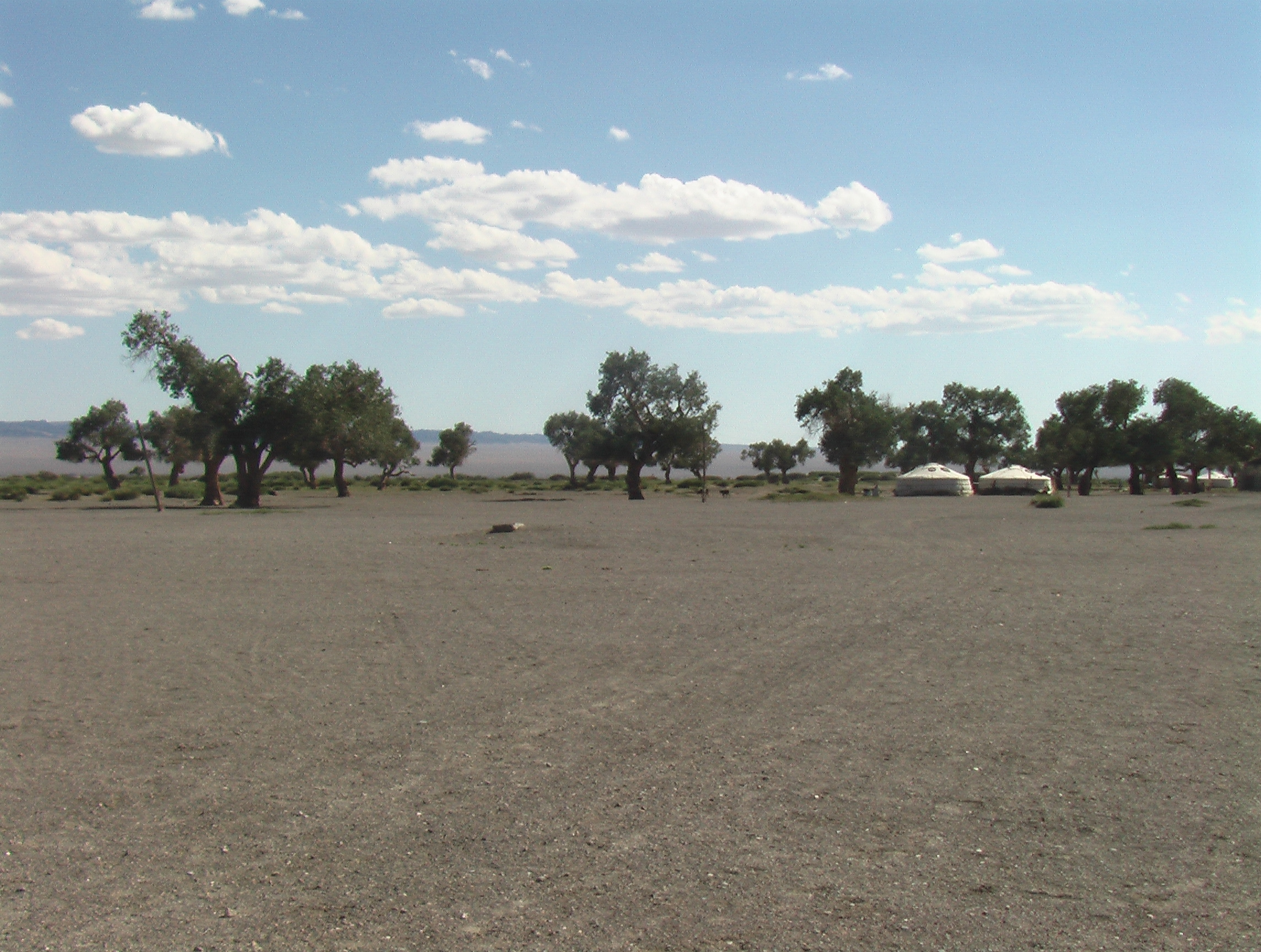
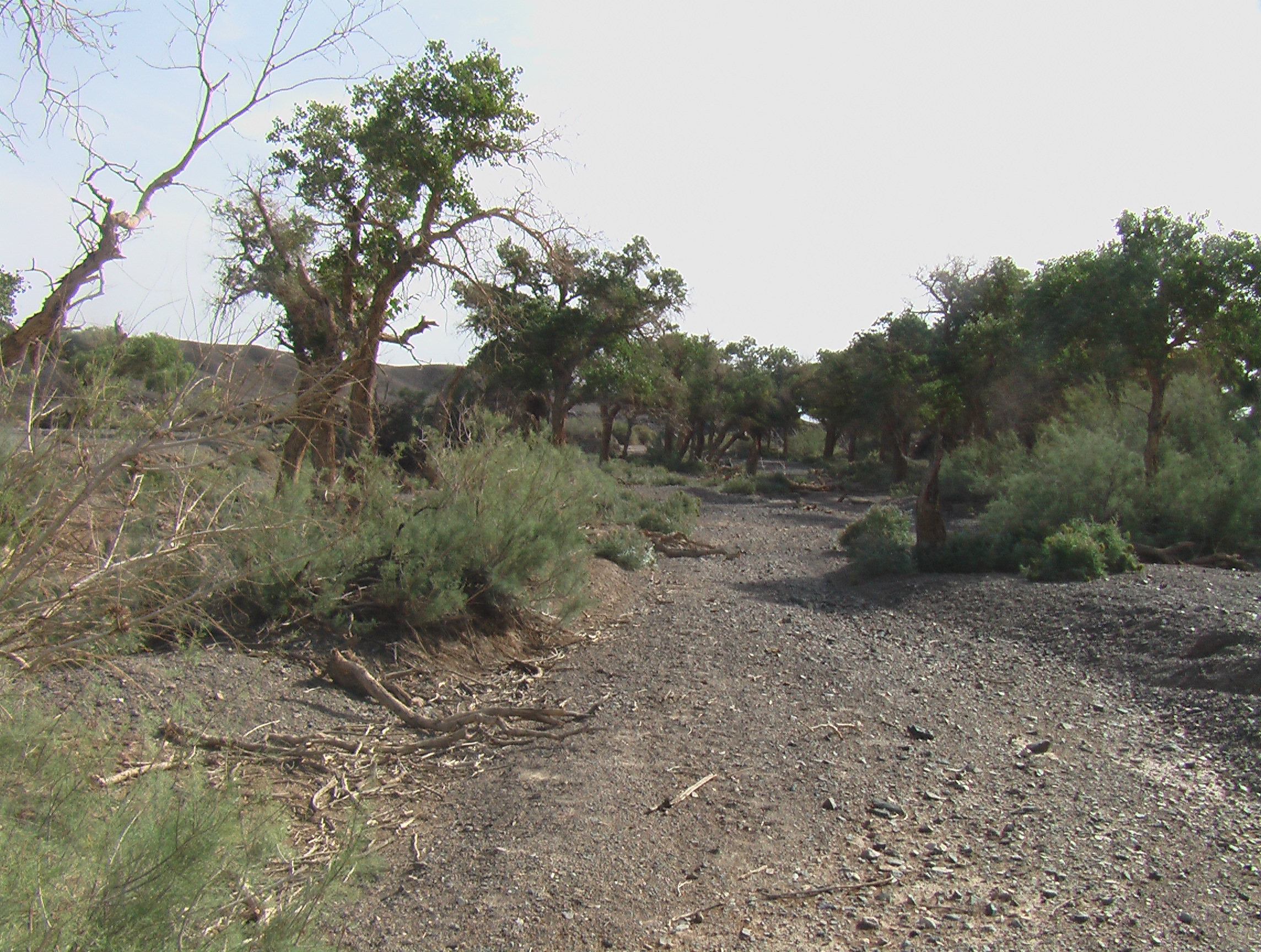
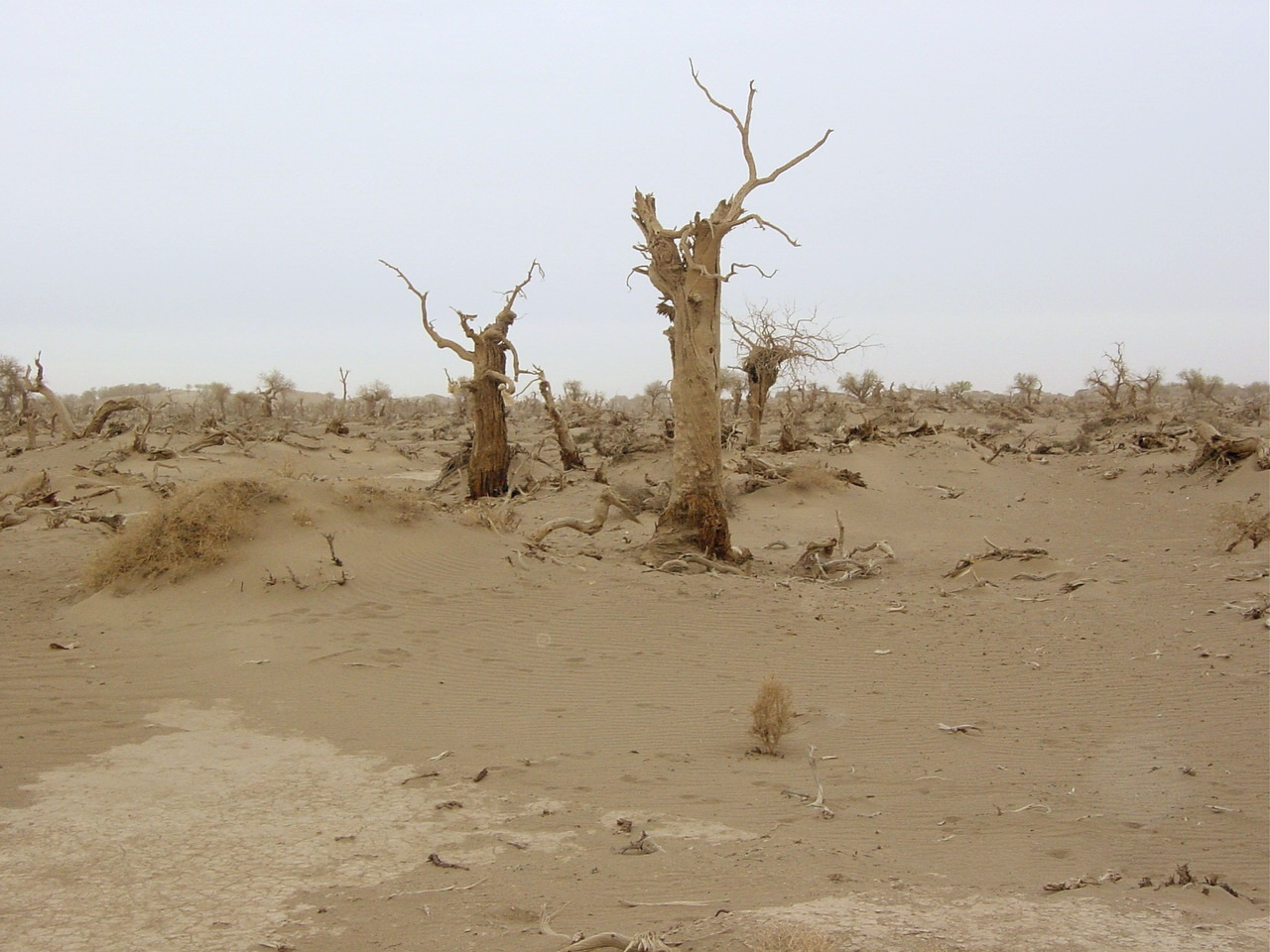